# Goldorak
Goldorak (jap. ＵＦＯロボ グレンダイザー UFOrobo gurendaizā) ist ein Manga des japanischen Zeichners Go Nagai, der auch als Anime umgesetzt wurde und in vielen Ländern auch unter Grendizer präsentiert wurde. Er thematisiert erstmals die Beziehung von Kampfrobotern zu ihren Piloten.
Goldorak ist in den USA und in arabischsprachigen Ländern als Grandizer, in Deutschland, Schweden, Frankreich und Kanada eben als Goldorak und in Italien und auf Malta als Atlas Ufo Robot Goldrake bekannt.

## Handlung
Der Stratege Vega plant, das Universum zu beherrschen, und beauftragt zu diesem Zweck die menschenähnlichen Bewohner des Planeten Euphoria mit der Herstellung einer Armee von Kampfrobotern. Als er genug Roboter besitzt, verwüstet er Euphoria. Kurz zuvor kann jedoch Prinz Actarus mit dem geheimen, für Notfälle vorgesehenen Superkampfroboter Goldorak von seiner Heimatwelt fliehen. Nach einem langen Irrflug im Weltraum stürzt er schließlich dem Tode nahe auf die Erde. Die japanische Raumfahrtorganisation birgt den Fund und hilft dem Prinzen. Professor Genzo Umon adoptiert Actarus und gibt ihm den Decknamen Daisuke Umon.
Actarus/Daisuke berichtet von der Bedrohung der Erde durch Vega und erklärt, dass er sich an Vega und seinen Streitmächten rächen will und mit aller Kraft die Erde beschützen will. Unterstützt wird er dabei von Alcor (ehemaliger Pilot von Mazinger Z), der den Double Spacer für Lufteinsätze steuert, und Hikaru Makiba, der Pilotin des Marine Spacer für Unterwassereinsätze.
In Episode 49 findet Actarus seine Schwester Maria Grace wieder, die er zuvor für tot gehalten hatte. Sie war vor der Verwüstung des Heimatplaneten von einem Diener der königlichen Familie gerettet und zur Erde gebracht worden. Später hilft Maria Actarus gegen Vega und steuert den Drill Spacer für Einsätze unter der Erde.
Nach zahlreichen Kämpfen gelingt es Duke, mithilfe von Goldorak Vega zu töten und seine Armeen zu zerstören. Schließlich kehren Actarus und Maria nach Euphoria zurück, um ihren Planeten wieder aufzubauen.

## Charaktere
- Actarus (Deckname: Daisuke Umon)

Er ist der Pilot des Weltraumroboters Grendizer und der Kronprinz des Planeten Fleed. Als sein Planet von Vega überfallen wurde, stahl er den Vega gehörenden Grendizer und suchte Zuflucht auf der Erde. Dort wurde er von Professor Genzo Umon adoptiert, der ihm den Decknamen Daisuke Umon gab, um seine Identität vor seinen Feinden zu verbergen. Duke Fleed ist sensibel und Pazifist. Er ist in den USA als Orion Quest/Johnny Bryant, in Frankreich als Prince d'Euphor/Actarus und in Italien als Duke Fleed/Actarus bekannt.
- Alcor

Der ungestüme, ehemalige Pilot des Roboters Mazinger Z ist ein Freund von Duke Fleed und steuert den Double Spacer. Kouji ist in den USA als Lance Hyatt und in Frankreich und Italien als Alcor bekannt.
- Vega

Eroberer des Planeten Fleed und Hauptgegner von Actarus, auch „Der Stratege“ genannt.
- Professor Genzo Umon

Der Wissenschaftler ist der Chef des Raumwissenschaftlabors. Als Actarus zur Erde kam, adoptierte Professor Umon ihn. Er ist in den USA als Professor Valconian, in Frankreich als Professeur Procyon und in Italien als Dottore Procton bekannt.
- Hikaru Makiba

Sie ist die Pilotin des Marine Spacers und insgeheim in Actarus verliebt. Sie ist in Frankreich als Vénusia und in Italien als Venusia bekannt.
- Danbi Makiba

Er ist der Vater von Hikaru. Danbi Makiba ist in Frankreich und Italien als Rigel bekannt.
- Maria Grace

Sie ist die Schwester von Actarus und die Prinzessin des Planeten Fleed. Sie steuert den Drill Spacer. Duke glaubte zunächst, dass seine Schwester während der Eroberung des Planeten ermordet wurde. In Wirklichkeit wurde sie jedoch von einem treuen Diener gerettet und zur Erde gebracht, wo sich die Geschwister wiederfanden. Maria ist in Kouji Kabuto verliebt. Sie ist in Frankreich als Phénicia bekannt.

## Entstehung und Veröffentlichungen

### Manga
Goldorak/Grendizer erschien in Japan von Oktober 1975 bis Mai 1976 in Einzelkapiteln im Manga-Magazin Terebi Magazine des Kodansha-Verlags. Diese Einzelkapitel wurden auch in zwei Sammelbänden zusammengefasst.

### Anime
Auf der Grundlage des Manga produzierte Toei Animation eine Fernsehserie mit 74 Episoden, die in Japan vom 5. Oktober 1975 bis zum 27. Februar 1977 einmal wöchentlich im Abendprogramm auf dem Sender Fuji TV ausgestrahlt wurde. Zusätzlich entstanden vier Kinofilme, von denen allerdings zwei inoffiziell produziert wurden.
Während Goldorak zum Beispiel in Frankreich nach seinem Start 1978 im Nachmittagsprogramm hohe Einschaltquoten erzielte, lehnten ARD und ZDF eine Fernsehausstrahlung in Deutschland ab, da die Serie als „zu brutal“ eingestuft wurde. Auf Deutsch sind daher von Grendizer Ende der 1970er-Jahre unter dem Titel Goldorak nur vier Folgen im Kino und zusätzlich gekürzt auf Super-8-Film erschienen. Anfang der 1980er-Jahre wurde der Kinofilm auf VHS, Betamax und Video 2000 veröffentlicht. Die französische Fassung diente als Quellenmaterial.
In Frankreich lief die Serie als Goldorak, in Italien unter dem Titel Goldrake. Die französische Fassung wurde nach Kanada weiterexportiert und im dortigen Fernsehen gezeigt.

#### Synchronsprecher
| Rolle             | japanischer Sprecher (Seiyū) |
| ----------------- | ---------------------------- |
| Kouji Kabuto      | Hiroya Ishimaru              |
| Duke Fleed        | Kei Tomiyama                 |
| Maria Grace Fleed | Rihoko Yoshida               |
| Gandal            | Kousei Tomita                |
| Hikaru Makiba     | Chiyoko Kawashima            |
| Boss              | Hiroshi Ootake               |
| Zuril             | Banjō Ginga                  |

## Rezeption
Während in Deutschland der Anime wegen der vorauseilenden Kritik an zu gewalthaltigen Inhalten nicht gezeigt wurde, lief er mit großem Erfolg in Italien und Frankreich. Die Angaben für die Zuschauerschaft unter den Kindern in Frankreich gehen so hoch, dass sie für die Tageszeit der Ausstrahlung (zu der Erwachsene arbeiteten) eine Einschaltquote von bis zu 100 % erreicht worden sein könnte. Dennoch oder gerade deswegen war die Serie auch dort scharfer Kritik ausgesetzt. In Italien wurde dem Anime die Propagierung von Faschismus, Antikommunismus und Gewalt sowie eine unerwünscht realistische Darstellung von Krieg vorgeworfen. Im Zuge dessen wurde Goldrake für Politiker zum Synonym für japanische Serien, die man nicht im Fernsehprogramm sehen wollte – wogegen japanische Produktion wie Heidi zugleich ohne Kritik blieben. Ähnliche Kritik von politischer Seite gab es in Frankreich, wo der Anime als Angriff auf die französische Kultur und Kinder gesehen wurde. Dabei stand weniger der, oft gar nicht bekannte, japanische Ursprung im Zentrum, sondern neben der Gewalt auch als amerikanisch verstandene Einflüsse: Gehörnte Roboter und eine Nebenhandlung auf einer amerikanisch anmutenden Ranch.
Über Goldorak, die französische Fassung, erschien 1981 mit A cinq ans, seul avec Goldorak: Le jeune enfant et la télévision von Liliane Lurçat das wohl erste Sachbuch über einen Anime außerhalb Japans. Es beschäftigt sich vor allem mit den Reaktionen der Zuschauer, weniger mit der Serie selbst.